# Bundesarbeitsgemeinschaft Österreichischer Volkstanz
Die Bundesarbeitsgemeinschaft Österreichischer Volkstanz (BAG) ist eine Fachvereinigung für den Volkstanz, die es sich als Dachverband der österreichische Volkstanzbewegung zum Ziel gemacht hat, die in diesem Bereich tätigen Gruppen und Personen Österreichs und Südtirols organisatorisch und fachlich zu betreuen.

## Geschichte
Gegründet wurde die BAG im Jahr 1956 von Hermann Derschmidt, Karl Horak, Franz Koschier, Herbert Lager, Hermann Lein als Initiator, Franz Vogl und Richard Wolfram, und 1960 als Verein eingetragen.
Auf Initiative und Antrag der Arbeitsgemeinschaft wurde im Jahr 2011 die Österreichische Volkstanzbewegung von der Österreichische UNESCO-Kommission in das Verzeichnis des immateriellen Kulturerbes in Österreich aufgenommen.

## Aufgabengebiet
Die Bundesarbeitsgemeinschaft befasst sich mit der Dokumentation, Verbreitung, Weitergabe und Entwicklung des österreichischen Volkstanzes. In ihrem Vorstand sind alle Bundesländer Österreichs sowie Südtirol vertreten. In den einzelnen Bundesländern und Regionen selbst gibt es zahlreiche Vereine und andere Gemeinschaften, die Tanzabende, Tanzproben, Volkstanzfeste und Fortbildungskurse veranstalten.

### Forschung und Dokumentation
Die Arbeitsgemeinschaft führt laufend Projekte durch, die einerseits die Aufarbeitung der Geschichte des Volkstanzes, andererseits die kreative Weitergabe des Volkstanzes speziell an junge Menschen zum Ziel haben. In diesem Zusammenhang werden auch Fortbildungskurse für Tanzleiterinnen und Tanzleiter angeboten. Zur unentbehrlichen Grundlage der österreichischen Volkstänze zählen der Walzer und die Polka. Sie schlagen die Brücke zu den sonst in Österreich gepflegten Gesellschaftstänzen. Um ein Beispiel zu geben: Der jährlich knapp vor Beginn der Adventszeit stattfindende Wiener Kathreintanz mit regelmäßig mehr als 800 Teilnehmern stellt mit seinem Untertitel „Der Ball der österreichischen Tänze“ eine Verbindung zur städtischen Ballkultur her.
Daneben befasst sich der Verein über den Volkstanz hinausgehend auch mit anderen Tanzformen (z. B. Kindertanz, Jugendtanz, Gemeinschaftstanz, Historischer Tanz etc.) innerhalb der Tanzkultur, sowie mit dem volkskulturellen Umfeld (Volksmusik, Volkslied, Tracht, Volkspoesie, Brauchtum).

### Vereinsarbeit
Die Bundesarbeitsgemeinschaft veranstaltet unter anderem jährlich Arbeitsseminare mit praktischer Tanz-, Sing- und Musizierausbildung, sowie „Modellveranstaltungen“, wie Bundesvolkstanztreffen und Alpenländische Volkstanztreffen in mehrjährigen Abständen.

### Grundtänze
Noch im Jahr 1956 hat die BAG einige Tänze als Österreichische Grundtänze ausgewählt, um das gemeinsame Tanzen von Tänzern aus verschiedenen österreichischen Bundesländern zu ermöglichen. Diese Grundtänze wurden seither zum Grundstock der Volkstanzausbildung in ganz Österreich.

### Publikationen
- Fröhlicher Kreis. Zeitschrift[3]

## Unterorganisationen und Zusammenarbeit
- Burgenland: Volkstanzverband Burgenland
- Kärnten: Landesarbeitsgemeinschaft Volkstanz Kärnten
- Niederösterreich: Niederösterreichische Arbeitsgemeinschaft für Volkstanz
- Oberösterreich: Landesarbeitsgemeinschaft Oberösterreich – OÖ Volksliedwerk
- Salzburg: Salzburger Landesarbeitsgemeinschaft für Volkstanz
- Steiermark: Arbeitsgemeinschaft Volkstanz Steiermark[4]
- Tirol: Arbeitsgemeinschaft Volkstanz Tirol
- Vorarlberg: Landesarbeitsgemeinschaft Vorarlberg
- Wien: Arbeitsgemeinschaft der Wiener Volkstanzgruppen
- Südtirol: Arbeitsgemeinschaft Volkstanz in Südtirol

Zusammenarbeit besteht beispielsweise mit dem Netzwerk Volkskultur Niederösterreich der Kultur.Region.Niederösterreich , die Organisation der Landesregierung, die das NÖ Kulturförderungsgesetz 1996 betraut.